# Oj, oj, oj, så glad jeg skal bli
Chansons représentant la Norvège au Concours Eurovision de la chanson
Stress
(1968) Lykken er
(1971)

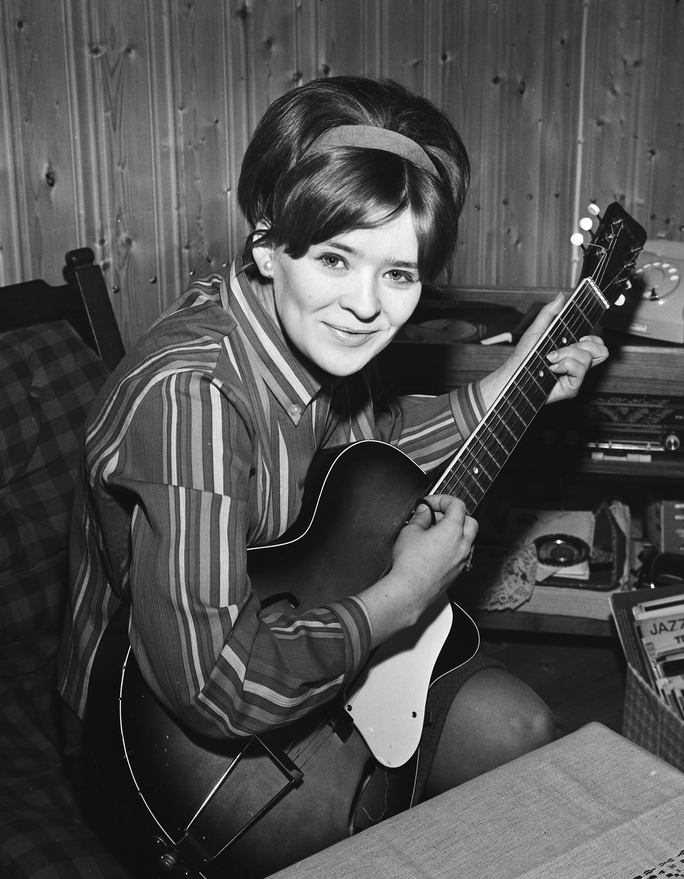

Oj, oj, oj, så glad jeg skal bli (« Oh, oh, oh, comme je serai heureuse ») est une chanson interprétée par Kirsti Sparboe représentant la Norvège au Concours Eurovision de la chanson 1969 le 29 mars à Madrid.
Kirsti Sparboe a également enregistré la chanson en allemand, en français et en suédois sous les titres respectifs Eins, zwei, drei (« Un, deux, trois »), Oy, oy, oy, je ne peux pas vivre et Oj, oj, oj, så glad jag ska bli.

## À l'Eurovision
La chanson est intégralement interprétée en norvégien, langue nationale de la Norvège, comme l'impose la règle entre 1966 et 1973. L'orchestre est dirigé par Øivind Bergh (en).
Oj, oj, oj, så glad jeg skal bli est la douzième chanson interprétée lors de la soirée du concours, suivant Bonjour, Bonjour de Paola del Medico pour la Suisse et précédant Primaballerina de Siw Malmkvist pour l'Allemagne.
À l'issue du vote, elle obtient 1 point et se classe 16e et dernière,.

## Liste des titres
| A1. | Oj, oj, oj, så glad jeg skal bli | Arne Bendiksen | 2:16 |
| B1. | Hvem har sagt jeg savner deg     | Arne Bendiksen | 2:31 |

## Classements

### Classement hebdomadaire
| Classement (1969)  | Meilleure position |
| ------------------ | ------------------ |
| Norvège (VG-lista) | 1                  |

## Historique de sortie
| Pays    | Date | Format   | Label    |
| ------- | ---- | -------- | -------- |
| Espagne | 1969 | 45 tours | Columbia |
| France  | 1969 | 45 tours | EMI      |
| Norvège | 1969 | 45 tours | Triola   |
| Suède   | 1969 | 45 tours | Sonet    |